# سان میکله ال‌ادیجه
سان میکله ال‌ادیجه (به ایتالیایی: San Michele all'Adige) یک کومونه در ایتالیا است که در ترنتینو واقع شده‌است. سان میکله ال‌ادیجه ۵٫۳ کیلومتر مربع مساحت و ۳٬۰۶۴ نفر جمعیت دارد و ۲۲۸ متر بالاتر از سطح دریا واقع شده‌است.